# Aurélie Filippetti
Pour les articles homonymes, voir Filippetti.
Aurélie Filippetti, née le 17 juin 1973 à Villerupt (Meurthe-et-Moselle), est une femme politique et romancière française.
Membre des Verts, du Parti socialiste puis de Génération.s, elle est élue députée de la Moselle aux élections législatives 2007, puis réélue à celles de 2012.
Du 16 mai 2012 au 25 août 2014, elle est ministre de la Culture et de la Communication, dans les gouvernements de Jean-Marc Ayrault (I et II), puis Valls I, sous la présidence de François Hollande.
Elle est professeure agrégée à Sciences Po sur les campus de Paris et Nancy depuis septembre 2017.
En novembre 2022, Anne Hidalgo, maire de Paris, la nomme directrice des affaires culturelles de la ville.

## Biographie

### Origines familiales
Elle est la fille d'Angelo (prénom francisé en « Angel ») Filippetti (1938-1992), mineur de fond, maire communiste d'Audun-le-Tiche de 1983 à 1992 et conseiller général du département de la Moselle de 1979 à 1985, et d'Odette Filippetti (née Rovere), intendante de collège.
Son grand-père maternel était un immigré italien du Frioul mort en 1946 d’un accident du travail sur le barrage de l’Aigle dans le Cantal. Sa grand-mère maternelle était alsacienne. Les parents de son père étaient des immigrés italiens antifascistes venus dans les années 1920 travailler dans les mines de fer de Lorraine. Son grand-père paternel, Résistant, a été arrêté en février 1944 et déporté avec deux de ses frères. Il est mort pour la France au camp de concentration de Bergen-Belsen à la fin d'avril 1945, après la libération du camp,,.
Aurélie Filippetti raconte dans un roman paru en 2003, Les Derniers Jours de la classe ouvrière, comment son grand-père a été arrêté par la Gestapo au fond de la mine après avoir été dénoncé. Elle évoque aussi dans ce livre la mémoire ouvrière des mineurs et des ouvriers sidérurgistes de Lorraine et le sentiment de déclassement qu'ils ont ressenti après la fermeture des mines et des usines. Elle témoigne aussi sur ses origines familiales ouvrières dans le documentaire L'héritage de l'homme de fer, d'Emmanuel Graff, en 2008.

### Formation
Après le baccalauréat, elle entre en classes préparatoires littéraires au lycée Georges-de-La-Tour à Metz, et, en 1993, est admise à l'École normale supérieure de Fontenay-Saint-Cloud. En 1995, titulaire d'un DEA de lettres modernes sur le jansénisme, elle est reçue à l'agrégation de lettres classiques.
Elle enseigne pendant un an comme professeur de lettres dans l'académie de Versailles, comme titulaire sur zone de remplacement (TZR), notamment au lycée Pasteur de Neuilly-sur-Seine.

### Vie privée
De 2012 à 2014, elle est la compagne de Frédéric de Saint-Sernin, puis, entre septembre 2014 et début 2017, elle est en couple avec Arnaud Montebourg,. Ils ont ensemble une fille, Jeanne, née en septembre 2015.
Elle a une autre fille, Clara, née d'une précédente relation.
Précédemment, elle a été la compagne de Thomas Piketty, contre lequel elle a porté plainte en 2009 pour violences conjugales, ce qui a valu à l'auteur un rappel à la loi. En 2019, après que Piketty a affirmé publiquement que ses propres filles ont été victimes de violence de la part d'Aurélie Filippetti, cette dernière porte plainte contre lui, pour diffamation. Piketty est, dans un premier temps, condamné en mai 2022 à 1 euro de dommages et intérêts pour diffamation et à 3 500 euros de frais de justice, puis définitivement condamné, le 13 septembre 2023, pour « diffamation publique » à lui verser 3 000 euros, après le rejet de son pourvoi en cassation.

### Parcours politique

#### Les Verts (1999-2006)
Aurélie Filippetti adhère aux Verts en 1999, puis devient membre du cabinet d'Yves Cochet, ministre de l'Environnement de juillet 2001 à mai 2002. Aux élections municipales de 2001, elle est élue conseillère d'arrondissement dans le 5e arrondissement de Paris. Tête de liste des Verts au premier tour après s'être battue pour la parité elle obtient 13,75 % des voix. Elle recueille 6,55 % des voix dans la deuxième circonscription de Paris aux élections législatives de 2002. Elle devient membre du secrétariat exécutif et porte-parole des Verts-Paris en mars 2003.
Elle est membre fondatrice de la Convention pour la Sixième République.
Elle prend ses distances avec Les Verts dès 2003 au moment des manifestations contre la guerre en Irak et quitte définitivement le parti qu'elle accuse d'avoir franchi « la ligne jaune » en 2006 quand l'investiture lui est refusée alors qu'elle envisage de retourner en Lorraine.

#### Parti socialiste (à partir de 2006)
En novembre 2006, elle rejoint l'équipe de campagne de Ségolène Royal, candidate à l'élection présidentielle de 2007, comme conseillère spéciale (environnement, culture, éducation, sujets de société). En mai 2007, d'abord pressentie pour la 7e circonscription de Meurthe-et-Moselle, elle est investie par les militants socialistes de la 8e circonscription de la Moselle, dont le député PS sortant Jean-Marie Aubron ne se représente pas. Elle est élue le 17 juin 2007 avec 50,96 % des voix.

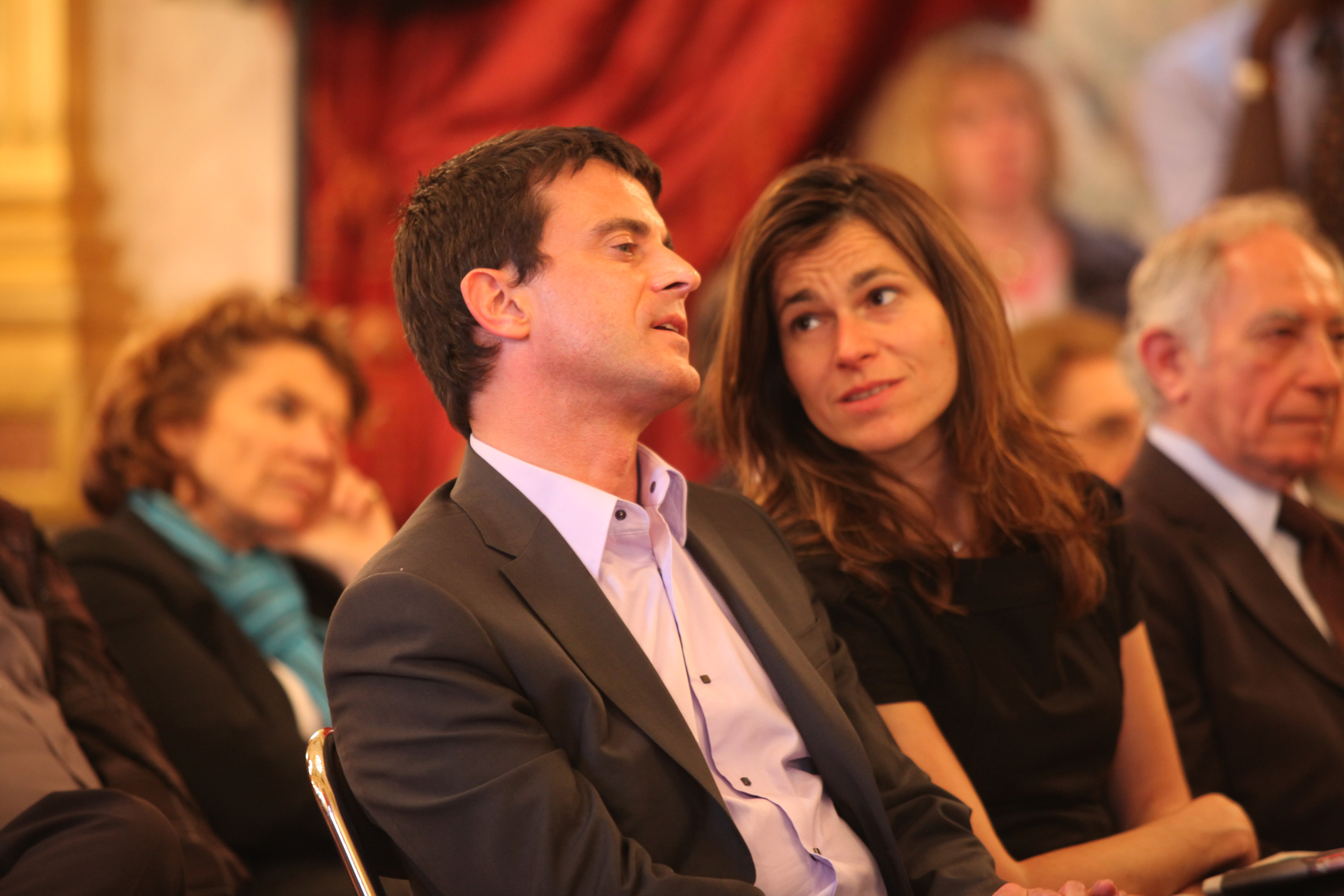
Manuel Valls, alors député de l’Essonne, et Aurélie Filippetti lors de la Journée du livre politique, en 2009.

Elle est porte-parole puis vice-présidente de la Convention pour la Sixième République,, puis du courant pro-Royal « L'Espoir à gauche » pour le congrès de Reims. Candidate aux élections européennes de 2009, elle est troisième de la liste conduite par Catherine Trautmann dans la circonscription Est, place qui ne lui permet pas d'être élue le 7 juin, la liste socialiste ayant obtenu deux élus avec 17,8 % des voix.
Elle soutient François Hollande pour la primaire présidentielle socialiste de 2011. À la suite de la victoire de celui-ci, elle est intégrée dans son équipe de campagne et chargée de la Culture, de l'audiovisuel et des médias. Écrivaine elle-même, elle défend le livre et l'indépendance des médias et prône le développement du numérique et un plan national d’éducation artistique et culturelle ainsi que l'abrogation de la loi Hadopi. En novembre 2011 elle est investie par les militants socialistes comme candidate aux élections législatives, avec pour suppléant Gérard Terrier. La 8e circonscription de Moselle ayant été supprimée par le redécoupage électoral de 2010, elle est réélue députée le 17 juin 2012 avec 59,04 % des voix dans la 1re circonscription de la Moselle.
Le 16 mai 2012, dans le gouvernement Ayrault, elle devient ministre de la Culture et de la Communication,. Elle est reconduite dans le second gouvernement Ayrault, et elle doit donc abandonner son mandat de député incompatible avec une fonction gouvernementale. Son suppléant Gérard Terrier siège donc à l'Assemblée nationale à partir du 22 juillet 2012. Mais comme Gérard Terrier, maire de Maizières-lès-Metz et conseiller général de la Moselle doit selon la loi abandonner l'un de ses mandats locaux, il ne peut que céder son siège au conseil général de la Moselle à sa suppléante, Aurélie Filippetti, qui devient de fait conseillère générale du canton de Maizières-lès-Metz.
En 2014, alors qu'elle est ministre depuis deux ans déjà et que le président de la République a indiqué que les membres du gouvernement qui échoueraient aux élections municipales devraient quitter leur ministère, elle se porte candidate aux élections municipales à Metz en deuxième position sur la liste conduite par Dominique Gros. Elle est élue  conseillère municipale et renonce dans la foulée, le 28 novembre 2014, à son mandat de conseillère générale du canton de Maizières-lès-Metz en application des règles de non-cumul des indemnités qu'elle prône.

#### Ministre de la Culture et de la Communication

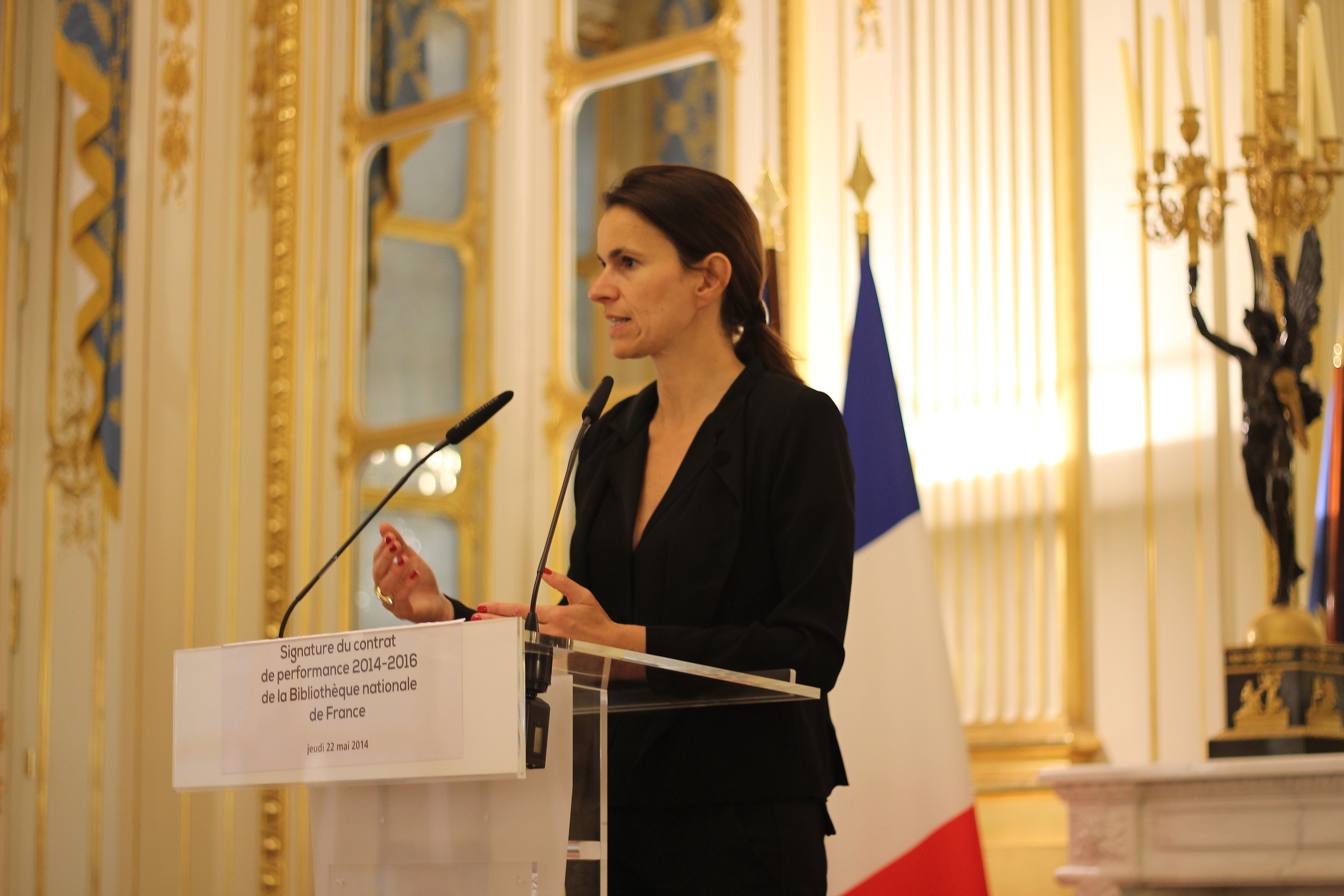
Aurélie Filippetti lors de la signature du contrat de performance 2014-2016 de la Bibliothèque nationale de France.

En tant que ministre de la Culture et de la Communication, elle annonce ses priorités : un projet de loi assurant la protection des sources d'information des journalistes, une refonte de la loi Hadopi, la « sécurisation » du financement de l'audiovisuel public et la fin de la nomination des dirigeants des chaînes publiques par le président. Elle promeut la féminisation des nominations au sein du ministère de la culture et dans les établissements culturels.
Pour 2013, le budget de son ministère est en baisse de 2 % par rapport à celui de 2012. Finalement, en avril, et malgré les promesses de campagne, elle annonce l'abandon de la réforme de la loi Hadopi. Seule une variable d'application de la loi est modifiée par décret. Le budget de la culture est annoncé en baisse de 2,8 % en 2014. En 2014, elle doit faire face aux grèves des intermittents du spectacle pendant les festivals d'été.
Elle annonce, le 25 août 2014, son intention de ne pas participer au second gouvernement de Manuel Valls. Elle écrit une lettre expliquant qu'elle n'est plus en accord avec la politique menée : « Il y a un devoir de solidarité, mais il y a aussi un devoir de responsabilité vis-à-vis de ceux qui nous ont fait ce que nous sommes. Je choisis pour ma part la loyauté à mes idéaux. Je ne serai donc pas […] candidate à un nouveau poste ministériel. »

#### Après le gouvernement
Elle retrouve son siège de députée de la Moselle le 27 septembre 2014.
Dans une interview à Mediapart, le 4 octobre 2014, elle reproche à François Hollande son échec sur la gestion des hauts fourneaux de Florange, son enfermement dans les institutions de la Ve République ainsi que la personnalisation de la présidence de la République.
Elle fait partie des 39 députés socialistes, dits « frondeurs », à s'abstenir sur le budget de 2015. Elle justifie cette décision du fait « d'avoir des comptes à rendre à ses électeurs et aux Français » et affirme « n'avoir de leçon à recevoir de qui que ce soit » en réponse au premier secrétaire du PS, Jean-Christophe Cambadélis, qui lui reproche son « manque de foi » et elle justifie également l'abstention de ses collègues anciens ministres Delphine Batho, Cécile Duflot et Benoît Hamon.
Elle est membre de l'équipe de campagne d'Arnaud Montebourg pour la primaire citoyenne de 2017. Après la victoire de Benoît Hamon, elle devient l'une de ses porte-paroles pour la campagne présidentielle.
Candidate à sa réélection lors des élections législatives de 2017, elle est éliminée dès le premier tour avec seulement 11,8 % des voix.
À la rentrée 2017, Aurélie Filippetti devient enseignante à Sciences Po Paris sur le campus de Paris et sur celui de Nancy. De 2017 à 2019, elle rejoint aussi occasionnellement l'équipe des chroniqueurs de Marc-Olivier Fogiel dans son émission On refait le monde, sur RTL de 19 h 15 à 20 h, et de 2017 à 2019, elle assure un cours à l'ESJ Paris. Depuis 2019, elle est chroniqueuse régulière de L'Esprit public sur France Culture.
Le 13 octobre 2017, elle est exclue pour un an et demi du Parti socialiste par la fédération de Moselle pour avoir soutenu une liste dissidente aux élections sénatoriales. Elle dénonce un contexte de « purge politique » au PS contre « ceux qui ont défendu une ligne plus à gauche » que celle du parti ces dernières années. Le 17 janvier 2018, elle rejoint Génération.s, le mouvement de Benoît Hamon, son ancien collègue au gouvernement et annonce son départ du PS.
Aurélie Filippetti démissionne du conseil municipal de Metz le 5 juillet 2018.
Le 9 décembre 2020, elle lance l'Appel inédit avec la députée LFI Caroline Fiat et la conseillère régionale PS Pernelle Richardot dans le but d'unir la gauche et les écologistes aux élections régionales de 2021 dans le Grand Est.
L'année suivante, elle est désignée pour conduire la liste « Union de la Gauche » . La liste, notamment soutenue par La France insoumise et des dissidents du Parti socialiste, rassemble moins de 10 % des suffrages exprimés (8,64 %) et est éliminée au premier tour,.

### Autres activités
Elle est présidente de 2005 à mai 2012 du conseil d'administration du Festival international de cinéma de Marseille (FID Marseille).
De 2016 à 2020, elle est présidente du Festival du cinéma méditerranéen de Montpellier (Cinémed).
Elle est nommée directrice des affaires culturelles de la Ville de Paris, à compter du 28 novembre 2022. L'ancienne ministre socialiste, qui s'était retirée du monde politique pour enseigner à Sciences Po, sera chargée de renforcer le «projet culturel ambitieux en matière d'éducation artistique et culturelle» d'Anne Hidalgo.

## Oeuvre littéraire
Son premier roman est publié en 2003/ "Les Derniers Jours de la classe ouvrière", réplique le « désir de repeupler les rues désertes et réparer les ruines », exprimé dans "Les Derniers Jours de Pompéi", roman bicentaire de Edward Bulwer-Lytton. Elle est ainsi l'un des trois auteurs "dressant des tombeaux de la classe ouvrière" lors de leurs premiers livres, entre 2002 et 2008, observe l'universitaire Xavier Vigna. En 2002, dans Ouvrière, Franck Magloire avait relaté la vie de sa mère chez Moulinex jusqu’à la fermeture de l’usine normande en 1997, puis en 2008 l'historienne Martine Sonnet alternera souvenirs familiaux et enquête historique pour honorer son père, père forgeron jusqu'en 1967 chez Renault-Billancourt, également en réaction à la destruction de l'usine, par une "poétique réparatrice voire une écriture de la substitution", rappellant celle d'Aurélie Filipetti, assortie de photographies délibérément voilées: "comme si je n’avais rien vu à Billancourt". Dans une autre version de la mythologie Billancourt, Aurélie Filipetti fait en 2004 partie des dix auteurs invités par le  journal "L'Humanité", à l'occasion de ses 100 ans écrire une courte pièce évoquant un  événement générique qui les a particulièrement marqués. La sienne évoque Mai 68 avec une banderole "Billancourt en lutte" l'usine en grève se félicitant de la visite de Jean-Paul Sartre, puis les ouvriers découvrant comment l "L'Humanité", infléchit sa couverture du Printemps de Prague(février-août 1968) pour atténuer sa condamnation de l'invasion des chars soviétiques.

## Prise de position
Après l'élection de Donald Trump comme président des États-Unis, elle estime que « la gauche américaine aurait dû être fidèle à Bernie Sanders éliminé lors des primaires démocrates plutôt qu’à Clinton, on a moqué Sanders mais c’est sans doute lui qui avait raison. Quand la gauche est trop libérale, trop proche des élites financières, cela ne marche pas. »

## Décoration
- Commandeure de l'ordre des Arts et des Lettres, en sa qualité de ministre de la Culture[74].

## Publications
- 2003 : Les Derniers Jours de la classe ouvrière, Stock, rééd. en Livre de Poche  (ISBN 2-253-10859-6)
- 2004 : Fragments d'Humanité, ouvrage collectif édité à l'occasion des 100 ans du quotidien, Éditions Lansman  (ISBN 978-2-8728-2461-8)
- 2006 : Un homme dans la poche, Stock  (ISBN 978-2-7578-0122-2)
- 2008 : L'école forme-t-elle encore des citoyens ?, avec Xavier Darcos, Forum Libération de Grenoble sur CD audio, Frémeaux & Associés
- 2010 : Si nous sommes vivants : le socialisme et l'écologie, avec Pierre-Alain Muet
- 2012 : J’ai vingt ans, qu’est-ce qui m’attend ?, avec François Bégaudeau, Arnaud Cathrine, Maylis de Kerangal et Joy Sorman
- participation à l'ouvrage collectif Qu'est-ce que la gauche ?, Fayard, 2017
- 2018 : Les Idéaux, Fayard